# 長崎三菱信用組合
長崎三菱信用組合（ながさきみつびししんようくみあい）は、長崎県長崎市に本店を置く信用組合。愛称はりょうしん（「りょう」は三菱の「菱」を音読みしたもの）。

## 概要
元々は三菱重工業長崎造船所をはじめとする三菱関連企業の従業員の福利厚生の向上を目的として設立された職域信用組合である。そのため、主な取引先は関係企業と従業員であるが、近年は地域密着という方針を打ち出し、新聞、テレビなどに住宅ローンや定期預金などをPRする広告を打つなど、関係先以外の顧客開拓にも力を入れている。

## 沿革
- 1953年（昭和28年）1月 - 三菱造船株式会社長崎造船所勤労者信用組合を設立。
- 1954年（昭和29年）4月 - 三菱長崎造船所信用組合に改称。
- 1971年（昭和46年）3月 - 長崎三菱信用組合に改称。
- 2001年（平成13年）11月 - 経営破綻した長崎第一信用組合の事業を引き継ぐ（十八銀行との連名）。
- 2010年（平成22年）5月 - 本店を長崎市飽の浦町から同市水の浦町に新築・移転。